# Park Narodowy „Czikoj”
Park Narodowy „Czikoj” (ros. Национальный парк «Чикой») – park narodowy w rejonie krasnoczikojskim Kraju Zabajkalskiego w Rosji. Jego obszar wynosi 6 664,68 km². Park został utworzony dekretem rządu Federacji Rosyjskiej z dnia 28 lutego 2014 roku. Objął m.in. istniejące do tej pory zapowiedniki: Aczinskij i Burkalskij. Na wschód od niego znajduje się Sochondyński Rezerwat Biosfery. Zarząd parku znajduje się w miejscowości Krasnyj Czikoj.

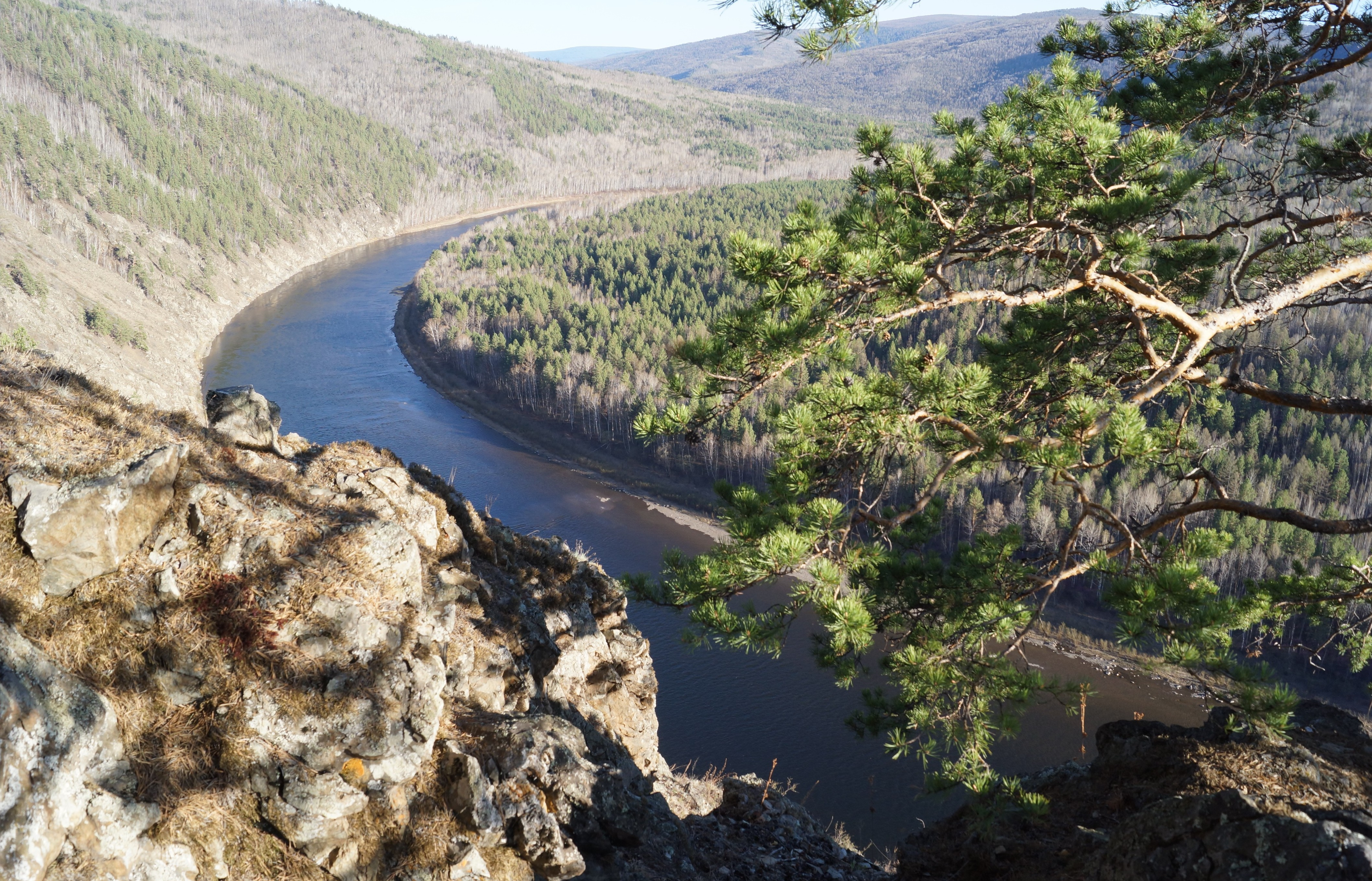
Rzeka Czikoj

## Opis
Park położony jest na Wyżynie Chentej-Daurskiej, w górnym biegu rzeki Czikoj (dopływ Bajkału) i częściowo obejmuje m.in. Góry Czikokońskie z jego najwyższym szczytem Bystrinskij Golec (2519 m). Celem jego utworzenia jest ochrona lasów sosny syberyjskiej i południowosyberyjskiej tajgi z elementami alpejskich łąk i stepów górskich rozciągających się w górnym biegu rzeki Czikoj.
Lasy rosną do wysokości 1800 m n.p.m., wyżej znajdują się alpejskie łąki i stepy górskie. Szczyty pokryte są lodowcami.

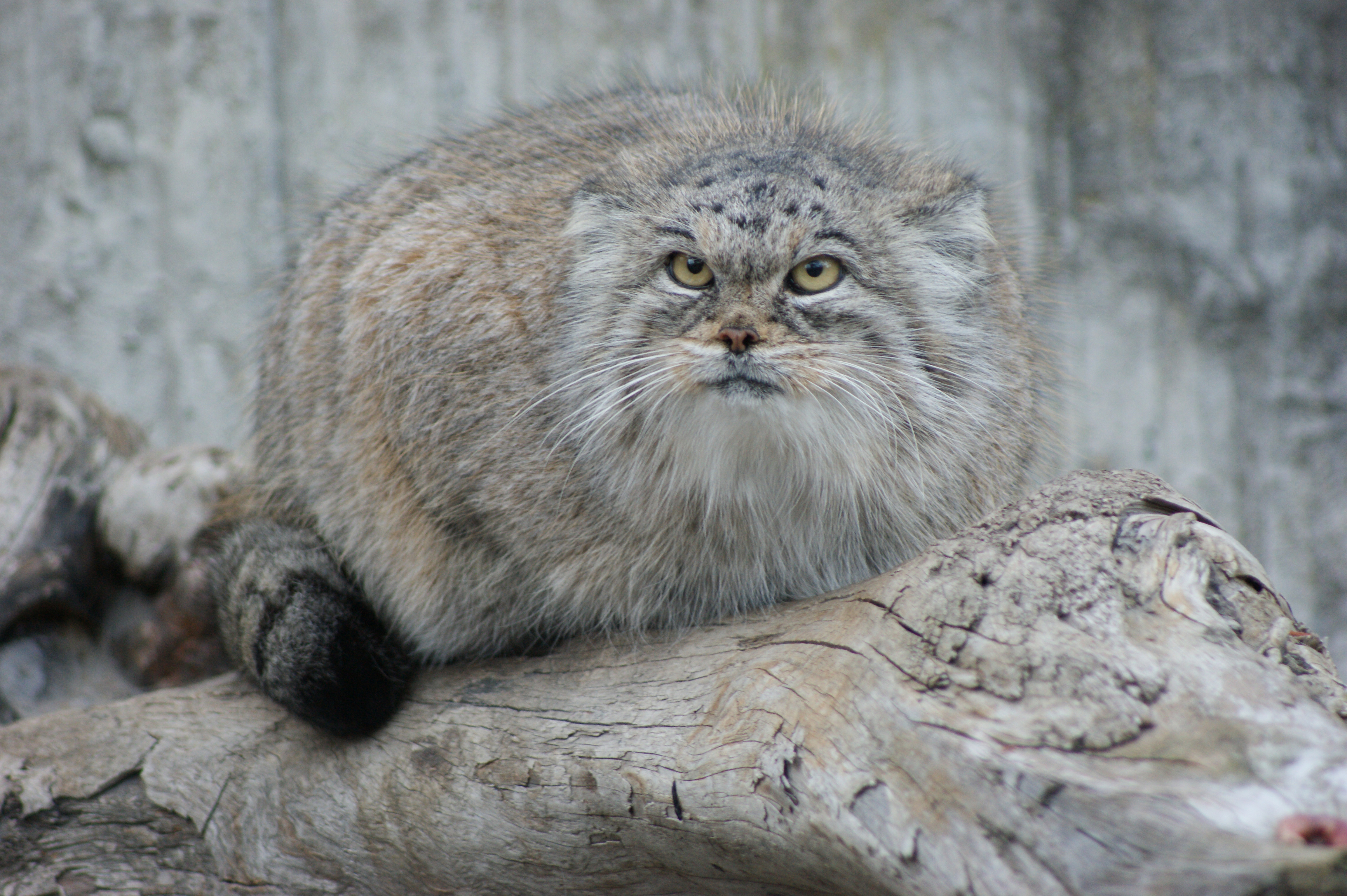
Manul stepowy

Na terenie parku rosną m.in. sosna syberyjska i pospolita, jodła syberyjska, świerk syberyjski i modrzew syberyjski. Żyje tu ponad 16 gatunków ryb, 6 gatunków płazów, 5 gatunków gadów, 155 gatunków ptaków i 67 gatunków ssaków. Teren parku jest siedliskiem wielu zagrożonych gatunków zwierząt i ptaków takich jak m.in.: manul stepowy, bocian czarny, rybołów, orzeł przedni, bielik, raróg zwyczajny, sokół wędrowny, drop zwyczajny, gęś łabędzionosa. Żyją tu też m.in. polatuchy syberyjskie, łosie euroazjatyckie, wilki szare, rysie euroazjatyckie, łasice syberyjskie, dziki euroazjatyckie, sarny syberyjskie, jelenie szlachetne, piżmowce syberyjskie, niedźwiedzie brunatne i sobole tajgowe.
Na terenie parku narodowego znajdują się 4 pomniki przyrody: jezioro Szebetuj, „miasteczko lamskie” (skały o dziwacznych kształtach, które wznoszą się ponad karłowatymi sosnami i z daleka przypominają bajkowe miasto), szczyty: Bystrinskij Golec i Esutajskij Golec (1997 m).
Park narodowy znajduje się w jednym z najbardziej odludnych miejsc Zabajkala i stanowi jeden z nielicznych zakątków dziewiczej, nietkniętej przyrody. Dlatego można go zwiedzać za specjalnym pozwoleniem, przeważnie w towarzystwie pracownika parku, po kilku wyznaczonych trasach.